# Iglesia Metodista Unida Central
La Iglesia Metodista Unida Central (en inglés, Central United Methodist Church) está ubicada en 23 East Adams Street (la esquina de Woodward Avenue y Adams) en el Downtown de la ciudad de Detroit, la más poblada del estado de Míchigan (Estados Unidos). Fue designado Sitio Histórico del Estado de Míchigan en 1977 y se incluyó en el Registro Nacional de Lugares Históricos en 1982. Fue diseñada por los arquitectos Gordon W. Lloyd y Smith, Hinchman & Grylls y construida en 1866. Hace parte del Distrito Histórico de Grand Circus Park.

## Historia

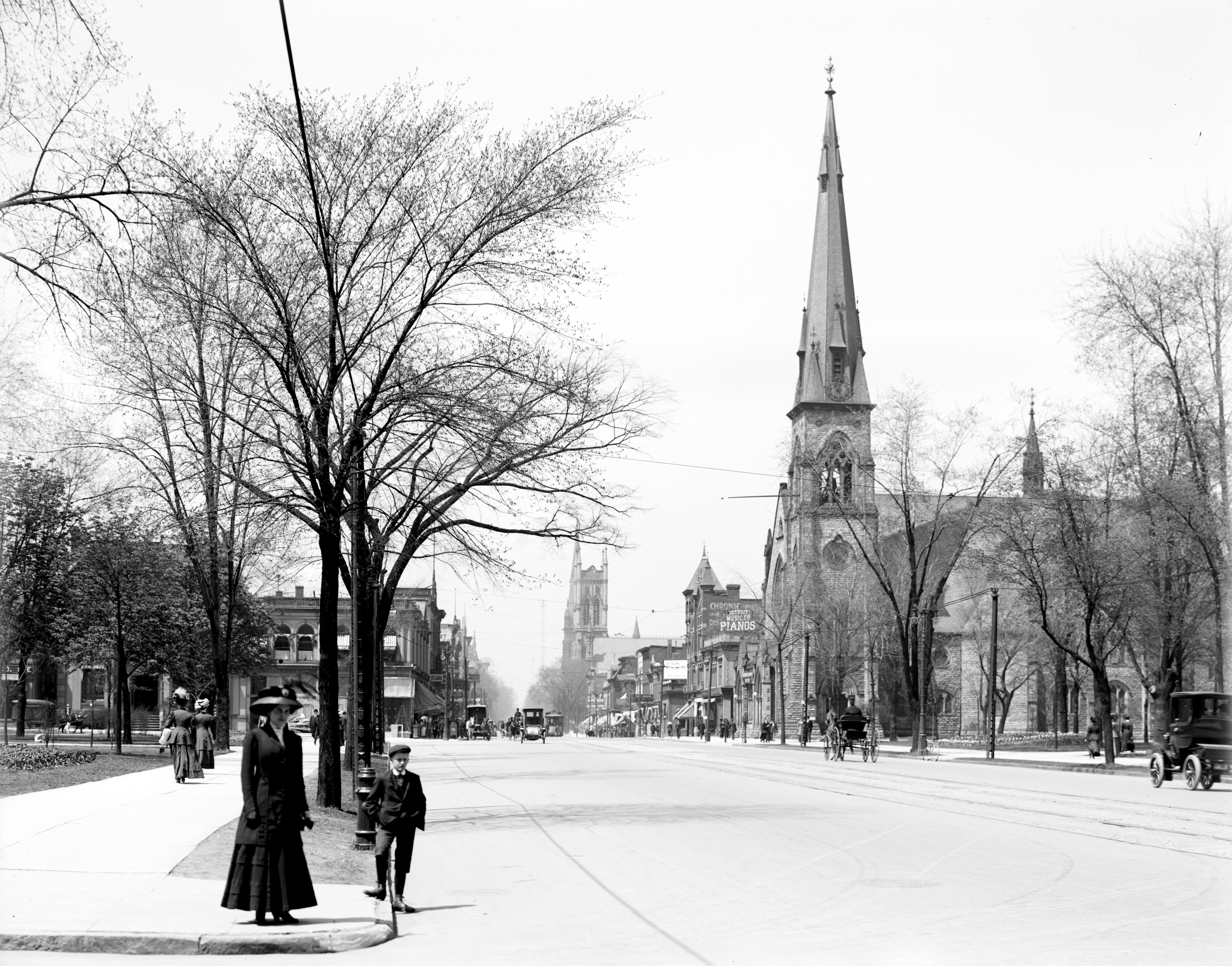
Iglesia Metodista Central Unida c. 1910, mirando hacia el norte a lo largo de Woodward Avenue. La Iglesia Episcopal de San Juan se puede ver en el fondo.

Las raíces de la Iglesia Metodista Unida Central se remontan a 1804, cuando los primeros miembros del circuito metodista llegaron a Detroit para una breve visita. En 1809, el reverendo William Casele le escribió al obispo diciéndole que había algunos detroitinos que querían formar una congregación. Cuando llegó el reverendo William Mitchell, en 1810, la congregación se estableció como la Primera Sociedad Metodista de Míchigan. Así, Central se convirtió en la primera congregación protestante organizada en lo que entonces era el Territorio de Míchigan.
Su primer edificio, una iglesia de madera, se construyó en 1818 en las afueras de la ciudad, a orillas del río Rouge, en lo que ahora es Dearborn. Se había reunido en la casa del consejo territorial hasta ese momento. La iglesia fue incorporada legalmente en 1822. La construcción se completó en el primer edificio de la congregación dentro de la ciudad de Detroit en 1826, en la esquina de la avenida Gratiot con la calle Farmer. Este edificio fue reemplazado en 1833 por un edificio en Woodward y Congress, y nuevamente en 1849 por un edificio en Woodward y State. Una iglesia para una segunda congregación escindida por Central (Congress Street Society), fue construida en Congress y Randolph en 1846.
Cuando la iglesia de las calles Congress y Randolph se incendió en 1863, las dos congregaciones se consolidaron y decidieron construir una iglesia en Woodward y Adams. La piedra angular del santuario de la Iglesia Central se colocó el 3 de julio de 1866. El campus de la iglesia original incluía el santuario, una capilla, un edificio de oficinas y una casa parroquial en Adams Street. Los edificios más pequeños fueron demolidos en 1916 y en su lugar se construyó una iglesia de seis pisos.
En 1936, Woodward Avenue se amplió. Para reconfigurar la iglesia, se derribó una sección de treinta pies de la nave y el muro oeste y el campanario se enrollaron hacia el este 7,9 m, acortando así la nave. Al mismo tiempo, el santuario fue remodelado, con un nuevo presbiterio empotrado con un púlpito y un atril elevados, y un altar mayor tallado en roble blanco de los Apalaches por el tallador de madera de Grand Rapids, Alois Lang. El altar principal tiene un retablo de 9,1 m de también por Lang.
En el arco que rodea el altar hay un mural de los Apóstoles pintado por los artistas de Detroit Elliott y David Skinner, que eran miembros de la congregación en ese momento. Thomas Di Lorenzo pintó el techo, con 230 paneles de símbolos de la Iglesia cristiana. Esos símbolos fueron tomados del Templo del Cielo en Pekín, la Mezquita de Omar en Jerusalén y la Capilla Sixtina del Vaticano. Los vitrales hechos por Henry Lee Willett Studios en Filadelfia se instalaron en 1956.